# Edyta Herbuś
Edyta Herbuś, née le 26 février 1981 à Kielce, est une actrice et une danseuse polonaise.

## Filmographie
au cinéma
- 2009 : Zamiana - la reporter
- 2008 : Małgosia contra Małgosia - Małgosia

à la télévision
- 2016 : Bodo - Pola Negri
- 2010 : Klan - Marta Orłowska
- 2010 : Nowa - Martyna Jewiasz

Taniec z gwiazdami (danse avec les stars)
- 2005 saison 2: 3e place avec Jakub Wesołowski
- 2006 saison 4: 3e place avec Marcin Mroczek

## Récompenses et distinctions
- Vainqueur de la 2e édition en 2008 du Concours Eurovision de la danse avec Marcin Mroczek.